# Morfoline
Morfoline is een organische verbinding met als brutoformule C4H9NO. De stof komt voor als een kleurloze tot gele vloeistof met een amineachtige geur. Het heeft een cyclische structuur en bevat zowel een secundaire aminegroep als een etherfunctie.

## Synthese
Morfoline wordt op industriële schaal vooral geproduceerd door di-ethyleenglycol met ammoniak op hoge temperatuur en druk te laten reageren in contact met waterstof en een geschikte, meestal nikkelhoudende, katalysator.
Morfoline kan ook verkregen worden door afsplitsing van water uit di-ethanolamine in aanwezigheid van zwavelzuur of oleum. Een gelijkwaardige route is de reactie tussen bis(2-chloorethyl)ether en ammoniak, onder afsplitsing van ammoniumchloride:

## Toepassingen
Morfoline is een intermediair product in de synthese van andere verbindingen, waaronder talloze geneesmiddelen, landbouwchemicaliën (fungiciden zoals dodemorf en fenpropimorf) en vulkanisatiehulpstoffen voor de rubbernijverheid.
Het wordt (in kleine hoeveelheden) toegevoegd aan het water in stoomketels van energiecentrales voor de pH-regeling en als corrosie-inhibitor. Morfoline is ongeveer even vluchtig als water zodat het evenveel voorkomt in de stoomfase als in de gecondenseerde waterfase. Het wordt ook gebruikt als polair oplosmiddel voor sommige chemische reacties.
Morfoline wordt gebruikt als oplosmiddel en emulgator voor schellak, dat wordt toegepast als wax-coating voor fruit (als glansmiddel en verbeteraar voor de houdbaarheid. Het kan echter vervangen worden door natrium- of kaliumhydroxide.

## Toxicologie en veiligheid
Morfoline is een corrosieve stof voor de ogen, de huid en de luchtwegen. Inslikken kan ernstige verbranding van de mond, keel of maag veroorzaken en dit kan mogelijk dodelijk zijn. Langdurige of herhaaldelijke blootstelling kan schade veroorzaken aan de lever, nieren en longen.
Voor beroepsmatige blootstelling aan morfoline zijn in de Europese Unie indicatieve grenswaarden vastgesteld van 36 mg/m³ (10 ppm) als 8-uurgemiddelde en 72 mg/m³ (20 ppm) voor kortstondige blootstelling.
Morfoline is een matig sterke base en reageert heftig met zuren en met oxidatoren, waardoor kans op brand of een explosie ontstaat. Ze is corrosief voor metalen en tast rubber en kunststoffen aan.